# Plantago grandiflora
Plantago grandiflora är en grobladsväxtart som beskrevs av Franz Julius Ferdinand Meyen. Plantago grandiflora ingår i släktet kämpar, och familjen grobladsväxter. Inga underarter finns listade i Catalogue of Life.